# Vetjernij labirint
Vetjernij labirint (russisk: Вечерний лабиринт, da.: Aftenlabyrint) er en sovjetisk excentrisk satirisk komediefilm fra 1980 instrueret af Boris Busjmeljov.

## Medvirkende
- Vladimir Basov som kok
- Viktor Ilitjov som Aleksejev
- Tatyana Vasiljeva som Eleonora
- Aleksandr Lazarev
- Valentina Talyzina